# 錦帯橋温泉
錦帯橋温泉（きんたいきょうおんせん）は、山口県岩国市岩国にある温泉。

## 泉質
- 単純放射能冷鉱泉
  - 泉温　19℃
- 源泉温度が低いため、加温している。

## 温泉地
日本三名橋として知られる錦帯橋周辺に食堂、土産店や宿泊施設が点在する。
そのうち、温泉を引くのは宿泊施設「岩国国際観光ホテル」一軒のみ。施設内の入浴施設「いつつばしの里」で日帰り入浴も可能。
施設内からは錦川に架かる錦帯橋だけでなく、日本100名城に指定されている岩国城も一望できる。

## 歴史
「岩国国際観光ホテル」の開業は1952年7月であり、1987年11月に改築した。

## アクセス
- JR岩徳線・西岩国駅から徒歩15分。
- 山陽自動車道岩国ICより錦帯橋いざない街道経由、車で10分。